# Ibn Yunus
Ibn Yunus (mit vollem Namen أبو سعد عبد الرحمن بن يونس الصدفي المصري / Abū Saʿd ʿAbd ar-Raḥmān b. Yūnus aṣ-Ṣadafī al-Miṣrī; * um 951 in Fustāt, Kairo; † 31. Mai 1009) war ein ägyptischer Astronom und Mathematiker sowie Dichter.
Sein Vater war ein Historiker, Biograph sowie Gelehrter der Hadithe (Überlieferungen über Mohammed).
Sein früheres Leben und seine Ausbildung sind unbekannt. Zuvor war die Dynastie der Fatimiden an die Macht gekommen, für die Ibn Yunus über 26 Jahre als Astronom arbeitete, zunächst für den Kalifen al-ʿAzīz und dann für Al-Hākim.
Nach eigenen Beobachtungen stellte er die Großen Hakimitischen Planetentafeln (benannt nach dem Kalifen) auf. Er verbesserte das Gnomon als astronomisches Beobachtungsinstrument und bestimmte die Schiefe der Ekliptik und die Präzession der Äquinoktien. Er schrieb auch eine Darstellung der Trigonometrie. Mit seiner Formel
{\displaystyle \cos(\alpha )\cdot \cos(\beta )={\frac {1}{2}}[\cos(\alpha +\beta )+\cos(\alpha -\beta )]}
konnte er die Multiplikation auf die einfachere Addition zurückführen. Wollte er beispielsweise die Zahl 0,7193 mit 0,9135 multiplizieren, so schlug er in seiner Kosinustabelle nach und fand cos(44°) = 0,7193; cos(64°) = 0,9135; cos(20°) = 0,9397 und cos(68°) = 0,3746. Damit berechnete er {\displaystyle {\tfrac {1}{2}}}[cos(44°+24°) + cos(44°-24°)] = 0,6571 = 0,7193 · 0,9135. 
Sein Observatorium wurde Teil des Hauses der Weisheit in Kairo und war von 1005 bis zum Ende der Fatimiden im Jahr 1171 im Einsatz. Nach ihm ist ein Mondkrater in der Mare Marginis benannt.

## Werke
- az-Zidsch al-Kabir al-Hakim
- Kitab al-bulugh umniyya
- al-ʿuqūd walsuʿūd fī awsāf al-ʿūd („Die Halsketten und Glückseligkeiten bei den Lobpreisungen der Laute“)[2]